# 长山石刻
长山石刻，是位于中国山东省泰安市东平县东平街道王村的明清时期石刻，1985年入选东平县第一批文物保护单位。
长山石刻现存玉皇洞及三通石碑，洞面阔6米，进深20米，通高4.5米，内原有泥塑神像，现已毁坏，另有明朝万历、清朝康熙及嘉庆年间刻制的碑记，记述玉皇洞的建造与重修经过。